# Lomatium concinnum
Lomatium concinnum är en flockblommig växtart som först beskrevs av George Everett Osterhout, och fick sitt nu gällande namn av Mildred Esther Mathias. Lomatium concinnum ingår i släktet Lomatium och familjen flockblommiga växter. Inga underarter finns listade i Catalogue of Life.